# Hubertus Kläsener
Hubertus Kläsener (* 13. September 1988 in Dorsten, Nordrhein-Westfalen) ist ein deutscher Springreiter.

## Werdegang
Mit drei Jahren ritt Kläsener sein erstes Turnier.
2007 startete er mit seinem Erfolgspferd Westzeit bei der Europameisterschaft in Auvers-sur-Oise, siegte im Nationenpreis in Wierden und holte Silber bei der Deutschen Meisterschaft. Kurz darauf musste die Stute eingeschläfert werden.
Nach dem Abitur war Kläsener zwei Jahre als reitender Soldat an der Bundeswehrsportschule in Warendorf stationiert, dort trainierte er unter Lars Meyer zu Bexten.
Ein Teil seiner Pferde sind im Besitz von Georg Ahlmann, dem Vater von Springreiter Christian Ahlmann.
2010 wurde ihm im Rahmen des Maiturniers in Dorsten das Goldene Reitabzeichen verliehen. Mit Irco, einem Pferd aus dem Stall Ahlmann, belegte er Platz vier beim Großen Preis von Gahlen.

## Aktuelle Pferde
- Contrast (* 1995), Wallach, seit Dezember 2007, zuvor von Norbert Lochthowe geritten.
- Cosima 147 (* 2000), braune Westfalenstute, Vater: Classic Man, Muttervater: Pilot’s Ass, Züchter: Kunibert Münch, Besitzer: Hubertus Kläsener
- Anna, Stute
- Digimon K (* 1997), brauner Westfalenwallach, Vater: Dinard L, Muttervater: Gottwalt, Züchter: Andreas Kläsener, Besitzer: Anni Kläsener
- Total Touch 2 (* 2000), Fuchshengst, Besitzer: Stall Ahlmann
- Coolman (* 2003), Schimmelwallach, Besitzer: Georg Ahlmann
- Irco, Besitzer: Georg Ahlmann
- China Girl, Besitzer: Georg Ahlmann

## Ehemalige Pferde
- Westzeit 2 (* 1995), braune Westfalenstute, Vater: Weinberg, Muttervater: Flaeming xx, Züchter: Hubert Franzen, Besitzer: Anni Kläsener, eingeschläfert.
- Dow Jones, Besitzer: Georg Ahlmann

## Auszeichnungen
- Dorstens Sportler des Monats 2008[4]
- Goldenes Reitabzeichen (2010)